# Frangy-en-Bresse
Frangy-en-Bresse is een gemeente in het Franse departement Saône-et-Loire (regio Bourgogne-Franche-Comté) en telt 592 inwoners (2005). De plaats maakt deel uit van het arrondissement Louhans.

## Geografie
De oppervlakte van Frangy-en-Bresse bedraagt 24,0 km², de bevolkingsdichtheid is 24,7 inwoners per km².
De onderstaande kaart toont de ligging van Frangy-en-Bresse met de belangrijkste infrastructuur en aangrenzende gemeenten.

## Demografie
Onderstaande figuur toont het verloop van het inwonertal (bron: INSEE-tellingen).

1. ↑  Populations de référence 2022.